# Итти-Мардук-балату
Итти-Мардук-балату (Itti-Marduk-bālatu; букв. «Жить вместе с Мардуком») — царь Вавилонии приблизительно в 1138—1131 годах до н. э.

## Биография
Итти-Мардук-балату — сын и наследник Мардук-набит-аххи-шу. Первые 4-е года правления столицей его владений, вероятно, был город Исин, хотя царь называет себя и царём Исина и царём Вавилона. И только с 5-го года он начинает титуловать себя только царём Вавилона, видимо, окончательно утвердившись в этом городе и провозгласив его своей столицей.
Итти-Мардук-балату, воспользовавшись тем, что эламский царь Шилхак-Иншушинак ввязался в войну с Ассирией, рискнул напасть на эламитов с фланга. Однако Шилхак-Иншушинак успешно разбил ассирийского царя Ашшур-дана I и предпринял поход против вавилонян. Он дошёл до Тигра, где одержал победу над Итти-Мардук-балату. Вавилоняне отступили на запад. Эламиты преследовали их до Евфрата, где снова одержали победу. По-видимому, это послужило концом правления Итти-Мардук-балату.
Как и его отец до него, он совершал набеги на Ассирию. Считается, что он был одним из самых богатых вавилонян, не только жителей, но и царей — с предполагаемым доходом в 10 вавилонских шекелей в месяц. 
Данные о количестве лет его правления не сохранились.